# Ferencz Károly (geológus)
Ferencz Károly Imre Géza (Olad, 1915. január 31. – Zalaegerszeg, 2001. február 28.) a Munka Érdemrend arany fokozatával kitüntetett magyar geológus, a Magyar Állami Földtani Intézet (MÁFI)  igazgatóhelyettese, majd tudományos főmunkatársa.

## Fiatalkora, tanulmányai

A pósfai Horváth család címere

Az elemi iskolát a Vas vármegyei Oladon – amely ma már Szombathely városrésze –, a polgári, majd a felső kereskedelmi iskolát Szombathelyen végezte. 1942.02.26-án Államszámviteli államvizsgát tett, 1946.02.08-án kapta meg a Magyar Agrártudományi Egyetem, Mezőgazdaságtudományi oklevelét, 1947.06.24-én a Magyar "József Nádor" műszaki és Gazdaságtudományi Egyetem, Mezőgazdasági szaktanárképző, Mezőgazdász szaktanári oklevelét vette át, és ugyan ebben az intézményben, doktorált le, 1948.12.28-án summa cum laude.  
Édesanyja Móhr Aloysia, aki az oladi Ernuszt Kelemen gróf feleségének társalkodónője volt, édesapja Ferencz Lajos, aki szintén a grófnál dolgozott, mint jószágkormányzó, később pedig a szombathelyi számvevőszék osztályvezetője lett. Három testvére Vitéz Ferencz Lajos katonatiszt, Ferencz Gyula iskolaigazgató, tanár és Dr. Ferencz László pénzügyminisztériumi osztályvezető. 
Az 1930-as évek elején a szombathelyi, Első Szombathelyi Gőztéglagyárban dolgozott, mint csilléző munkatárs. Később tanulmányai előrehaladtával, 1935.08.05-től - 1941.09.20-ig, a Szombathely-vidéki körjegyzőségen volt gyakornok. Ezt követően 1941.11.15-től, a Magyar királyi József nádor Műszaki és Gazdaságtudományi Egyetem /mai nevén, Budapesti Műszaki és Gazdaságtudományi Egyetem/ Lóczy Lajos geológiai tanszékén volt gyakornok, majd tanársegéd. 1949.04.06-tól mint szerződéses geológus dolgozott, a Magyar Állami Földtani Intézetben. 1951.01.11-től önálló tudományos kutató kinevezést kapott. 1952.07.15-től osztályvezető helyettes, 1952.12.08-tól tudományos megbízott munkatárs, 1953.01.10-től osztályvezető, 1956.10.08-tól mint tudományos munkatárs végezte munkáját. 1958.03.22-én kapta meg a MÁFI-ban a megbízott igazgatóhelyettesi kinevezését, majd 1960.01.20-án lett az intézet Igazgató helyettese, 1974-től haláláig, pedig mint tudományos főmunkatárs tevékenykedett. 1976.09.01-től, óraadó tanár az akkor, már Tatabányán működő, Szabó József Geológiai Technikumban. Rendkívül érdeklődött a méhészet után, így méhészeti oklevelet is szerzett.

## Házassága és leszármazottjai
1945. december 29-én feleségül vette a Szombathelyen élő zalai úrhölgyet, a nemesi származású pósfai Horváth családból való pósfai Horváth Anna Mária Jusztina (*Bocfölde, 1912. június 22. − Zalaegerszeg 1987. január 6.) kisasszonyt, akinek a szülei pósfai Horváth Ferenc (1882–1941) bocföldei körjegyző, és kiszsennyei Fábián Anna (1887–1914) voltak. Az apai nagyszülei pósfai Horváth Lajos (1847−1922) zalalövői földbirtokos, és ughi Ughy Jusztina (1848–1908) voltak. Az apai nagyapai dédszülei pósfai Horváth Zsigmond (1814–1848), zalalövői aladószedő, esküdt, földbirtokos, és baranyavári Baranyay Franciska (1819–1886) asszony, akinek a szülei baranyavári Baranyay Menyhért (1795-1868), táblabíró, hahóti királyi postamester, földbirtokos, és boldogfai Farkas Julianna (1796-1825) voltak. Ferencz Károlyné pósfai Horváth Anna felmenői között a tekintélyes boldogfai Farkas-, bocsári Svastits-, koltai Vidos-, várbogyai és nagymádi Bogyay-, barkóczi Rosty-, zalalövői Csapody- és sok más előkelő dunántúli nemes családok találhatóak. Ferencz Károly és pósfai Horváth Anna frigyéből két gyermek született: Ferencz Katalin lányuk 1946-ban, Ferencz Károly fiuk pedig 1947-ben.

## A fronton
1942–44 között a keleti fronton Brjanszknál harcolt mint karpaszományos őrmester. A Horthy-korszakban azok a fiatal katonák, akik érettségivel vagy diplomával rendelkeztek, zubbonyuk mindkét ujján a csuklójuk felett íves szalagot viseltek, ezt hívták katonanyelven paszománynak.
A karpaszományos a közlegénnyel szemben „rangidősnek” számított. A keleti fronton tanúsított bátorságáért több kitüntetést is kapott. Többek között az „I. osztályú Tűzkereszt kardokkal” az „Erdélyi Emlékérmet” és a „Magyar Bronz Érdemérem hadiszalagon” kitüntetést, melyet felterjesztés alapján csak az kaphatott meg, aki a tűzvonalban harcolt.

## Munkássága
1946-tól geológiai kutatásokat végzett az ország szinte minden részén. A háború után egy rövid időre a Földtani Intézet helyettes igazgatója volt. (Mivel soha nem volt párttag, az igazgatói posztot nem ajánlották fel neki, de kiemelkedő szakmai tudása és tudományos érdemei miatt a káderkorszakban is igen nagy tisztelet és elismerés övezte). 1953–1960 között Albániában, 1960–61-ben Mongóliában és Kínában dolgozott. Igazgatóhelyettesi pozícióját, annak érdekében adta fel, hogy Afrikában tudjon munkát vállalni, mint a Földtani Intézet munkatársa, így 1961–75 között (14 évig!) a nyugat-afrikai Guineában végzett fontos geológiai munkákat. Albániában a Thumani mocsárvilág lecsapolását vezette, Mongóliában és Kínában hőforrásokat kutatott, Guineában berill-, turmalin-, kaolin-, gyémánt- és rubinlelőhelyeket tárt fel. A német és francia nyelvet kereskedelmi iskolás kora óta használta, aktívan használta a modern gyorsírást, gépírást, megtanult oroszul, angolul és három guineai törzs, a szuszu, a mandinka /málinké/ és a fulbe nyelvet is elsajátította. Hazatérése után 1975-től, a Földtani Intézetben tevékenykedett, illetve tanított a Miskolci Műszaki Egyetemen és a Tatabányai Geológiai Technikumban. Kiküldetései során rengeteg néprajzi, geológiai és természettudományi vonatkozású leletet küldött haza a magyarországi múzeumok részére. 1957-ben kapta meg a Földtani Kutatás Kiváló Dolgozója kitüntetést.

## 1953–1960 Albánia

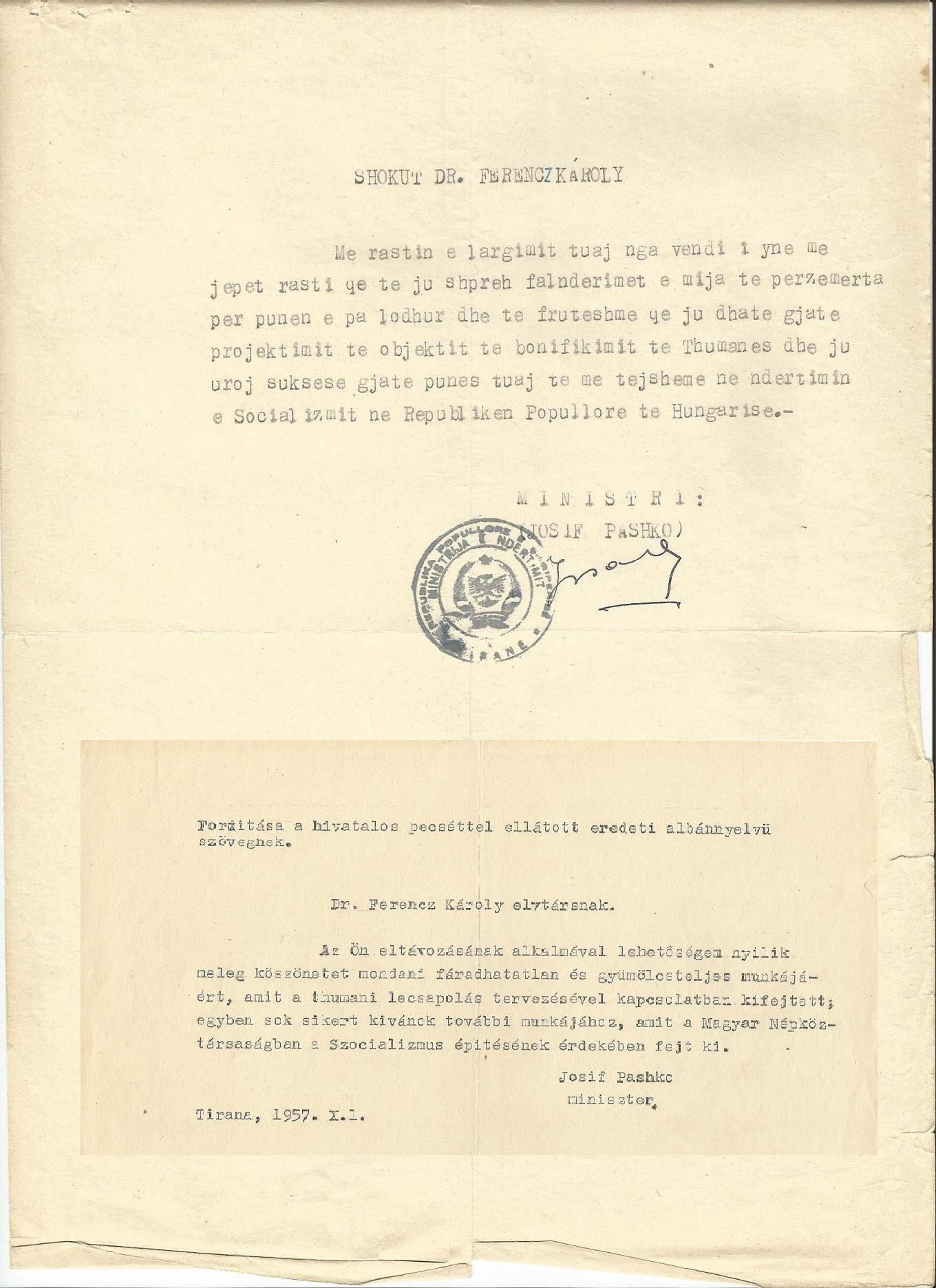
Josif Pashko Albán miniszterelnök köszönő levele dr. Ferencz Károly áldozatos munkájának elismeréseként, 1957. január 1.

Az Albániában végzett igen aktív, hároméves munkája során nem csak a tudományos feltárásokat végezte el a tőle megszokott precizitással, hanem a helybeli parasztoknak is igen sokat segített műszaki tanácsaival. Az ottani kollégái és az irányítása alatt dolgozó munkások is mind-mind csodálattal adóztak nagyszerű és emberséges jelleme előtt.
„Megmondom őszintén Karcsi, akár hiszed akár nem, a Te munkáddal és különösképpen a Te viselkedéseddel itt nálunk olyan nyomokat hagytál, amiket nem lehet könnyen eltüntetni. Mindenki, amikor Magyarokról van szó rólad beszél, minisztertől kezdve Jusufon keresztül menve, egészen a legutolsó munkásig, akiknek boldogságot okoztál azzal, hogy képeket küldesz egymás után. Éppen tegnap volt alkalmam Jusuffal beszélni, aki nem talált kifejezéseket arra, hogy mennyire becsül, szeret és tisztel téged.”
(Részlet Agim Basa albán építészmérnök leveléből, aki Magyarországon végezte el a Műegyetem építészmérnöki szakát. Jól beszélt és írt magyarul. Agim az Albán tervező irodának dolgozott. A levélben említett Jusuf a tervhivatal elnöke volt)
Az 1956. augusztus 11. – 1957. október 1. közötti időszak alatt valósult meg a Shkodra és Tirana közötti útszakasztól nyugatra az Adriai-tengerpartig elterülő, mintegy 880 km² területű, maláriaveszélyes Thumáni-mocsár lecsapolásához szükséges geológiai felépítés feltárása, melyet több száz kézi fúrással és függőleges munkálatokkal (aknák) végeztek az ő irányítása alatt. A területről 1:10.000-es részletes földtani térképet és geológiai szakvéleményt készített, az albán tervező iroda /Proekti Tirana/ részére.
A projekt elvégzése után a Kruja melletti Mount Karanjes /Karanjes-hegy/-től északra az Ishem-folyóig, s onnan a délre elterülő Terra Incognita Scanderbeg-hegyvonulat 1:25.000-es léptékű földtani térképének elkészítésén dolgozott, mely a területről az első ilyen léptékű geológiai feltárás. A felvételt miocén, oligocén, eocén, kréta, jura és triász képződményekben, őserdőkkel fedett területen hajtotta végre.
Készített még szakvéleményt Tiranának a vízellátására vonatkozólag, melyet az albán főváros mögött elterülő, 1612 m magas bővizű karsztforrások gravitációs úton való bevezetésével oldottak meg.
Javaslatot tett egy 24 MW-os vízerőmű építésére a Dróya-folyón, majd közreműködött az ezzel kapcsolatos összes geológiai munkálatokban.

## 1960–1961 Mongólia és Kína

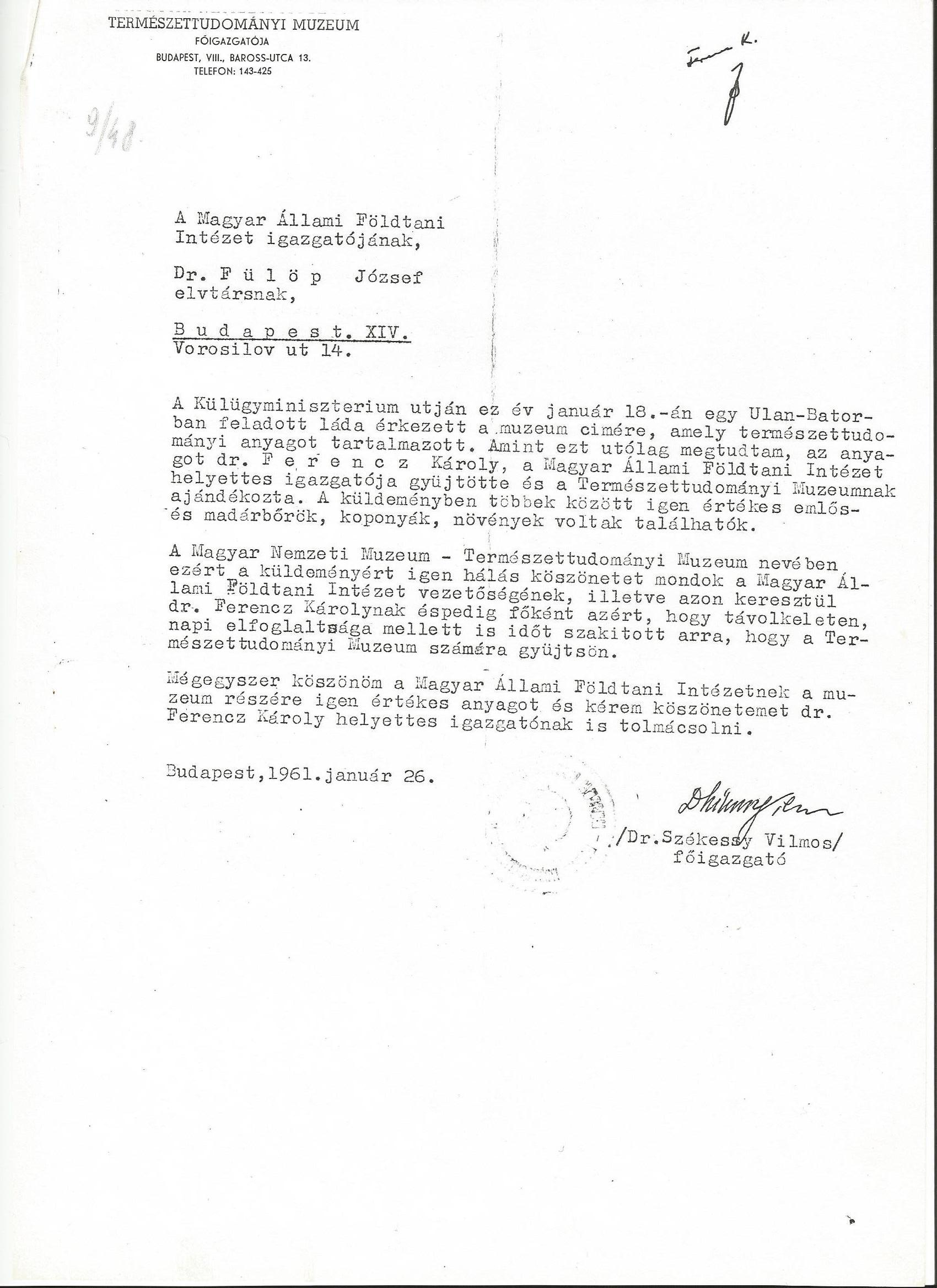
Köszönő levél dr. Székessy Vilmostól, a Budapesti Természettudományi Múzeumnak eljuttatott geológiai és természettudományi vonatkozású gyűjtésekért, 1961. január 26.

1960-tól egy éven keresztül Mongóliában tevékenykedett. A Kelet-Góbi-sivatag területén, mint a magyar vízkutató expedíció vezetője és egyben mint az expedíció geológusa vett részt. A Magyar Vízkutató expedíciót 1957 tavaszán indították el Mongóliában az OFF javaslatára. Tagjai az OFKFV, az ELGI és a MÁFI kivétel nélkül nagy gyakorlati tapasztalatokkal bíró szakértői voltak. Ebben az évben Ferencz doktor vezetésével Öndörhán, Csojbalszan, Barún-Urt és Szajnsand városok környékén élő szamonok részére több eredményes mélyvízi ivókutat tártak fel. Az expedícióban részt vevő szakemberek vezetője dr. Ferencz Károly volt, helyettese és egyben a fúrási-műszaki ügyek irányítója Csath Béla fúrómérnök lett. A felszíni geoelektromos mérések döntő részét Szabadváry László és Hobot József végezte, de egy frissen vásárolt Ge-10 típusú műszerrel a Handaj–Szurunharla páros is végzett méréseket a mongol fúróbrigádok fúrásainak előkészítésére. A karotázs-mérések elvégzésére Varga Gábor geofizikus mérnök utazott ki.
A sikeres munkálatokért az akkori mongol mezőgazdasági miniszter, Zsagvaral a csapat minden egyes tagjának díszoklevelet adományozott, az expedíció pedig Cedenbal államelnök aláírásával ellátva a „Mongol Népköztársaság Kormányának” díszoklevelét kapta meg.
Ferencz doktor mint mindig, most is rengeteg néprajzi gyűjtést, a mindennapi élettel kapcsolatos eszközöket, ruhákat, hangszereket küldött haza a Természettudományi Múzeum számára, amelyet az akkori főigazgató dr. Székessy Vilmos több levélben méltatott.

## 1961–1975 Guinea
Guineában a 14 év alatt rengeteg tudományos munkát végzett. Többek között berill-, turmalin-, csillám-, kaolin-, gyémánt-, rubin lelőhelyek feltárása, több tucat afrikai település vízellátásának kivitelezése, ivóvíz-kutak fúrása.

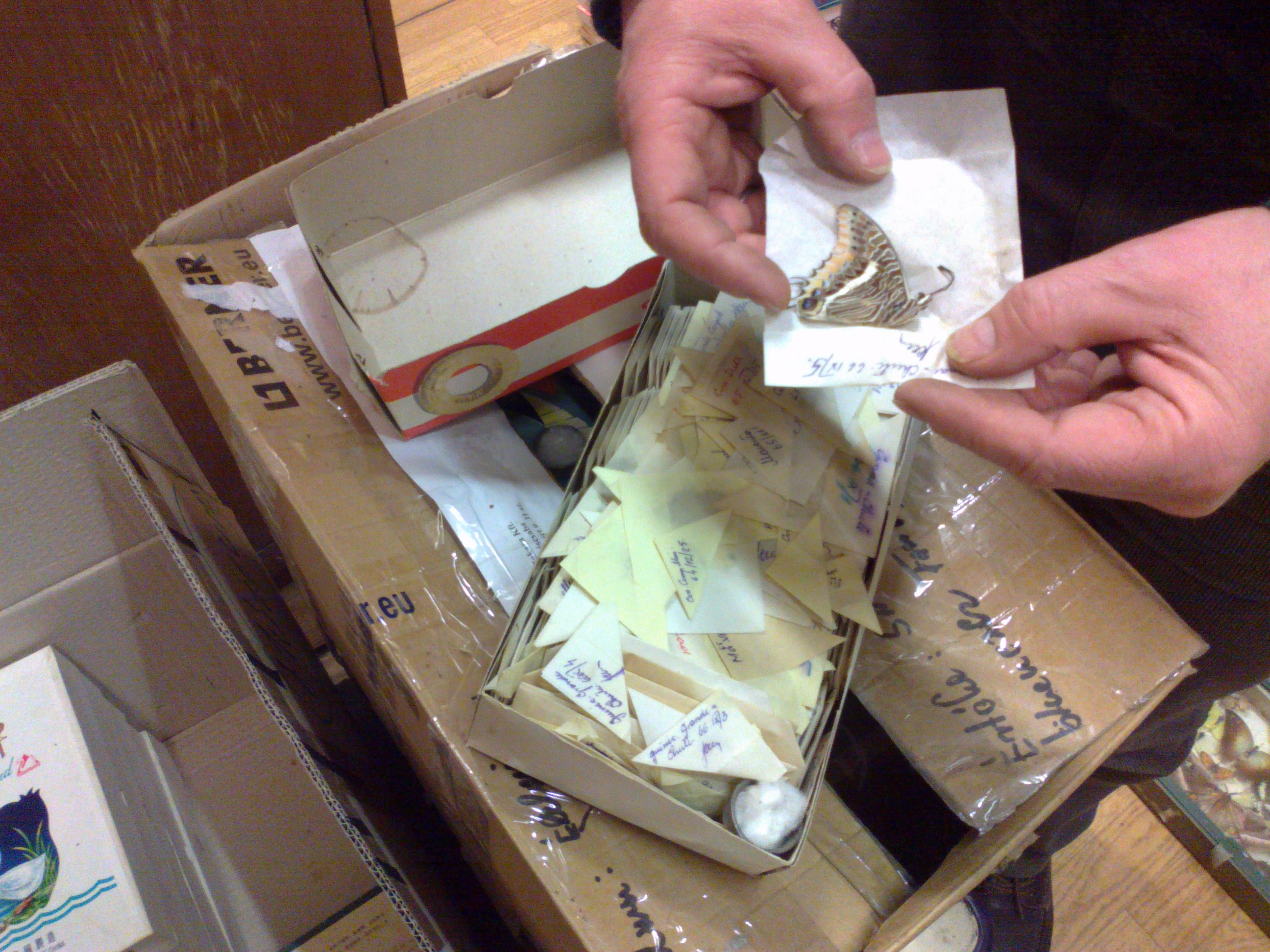
Dr. Ferencz Károly által hazaküldött afrikai lepkék kicsomagolása

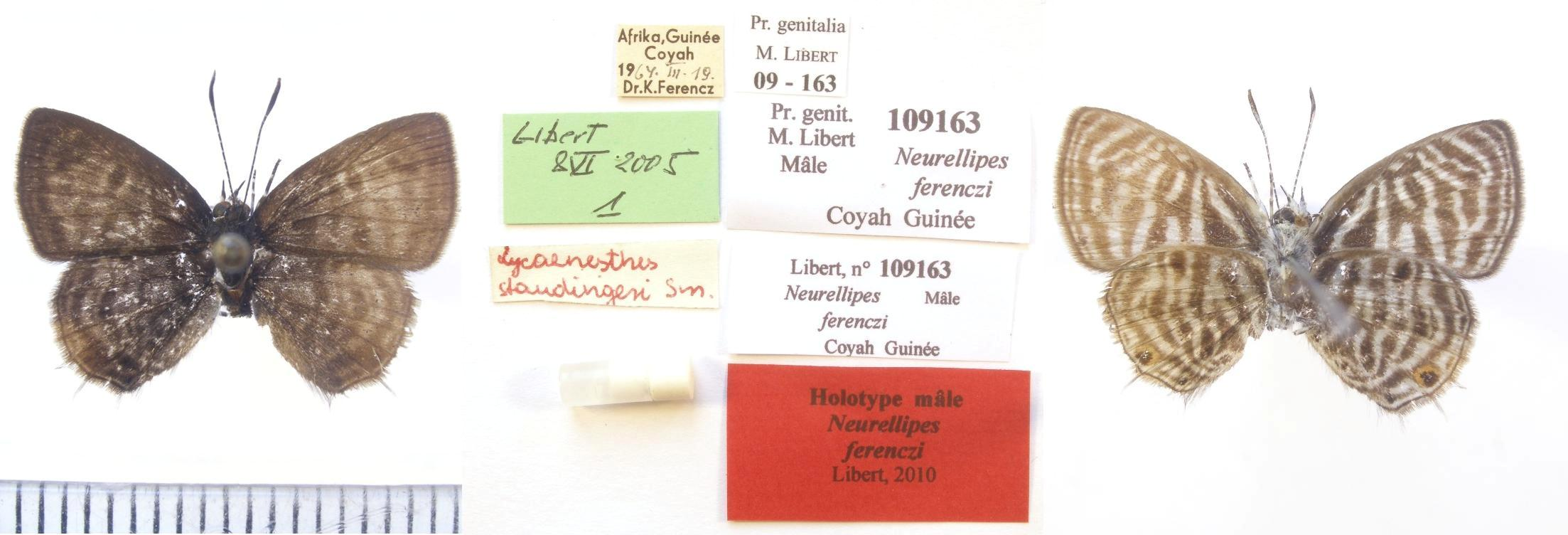
A Dr. Ferencz Károlyról elnevezett pillangó a "Ferencz boglárka /Neurellipes ferenczi Libert/" egyetlen példánya.

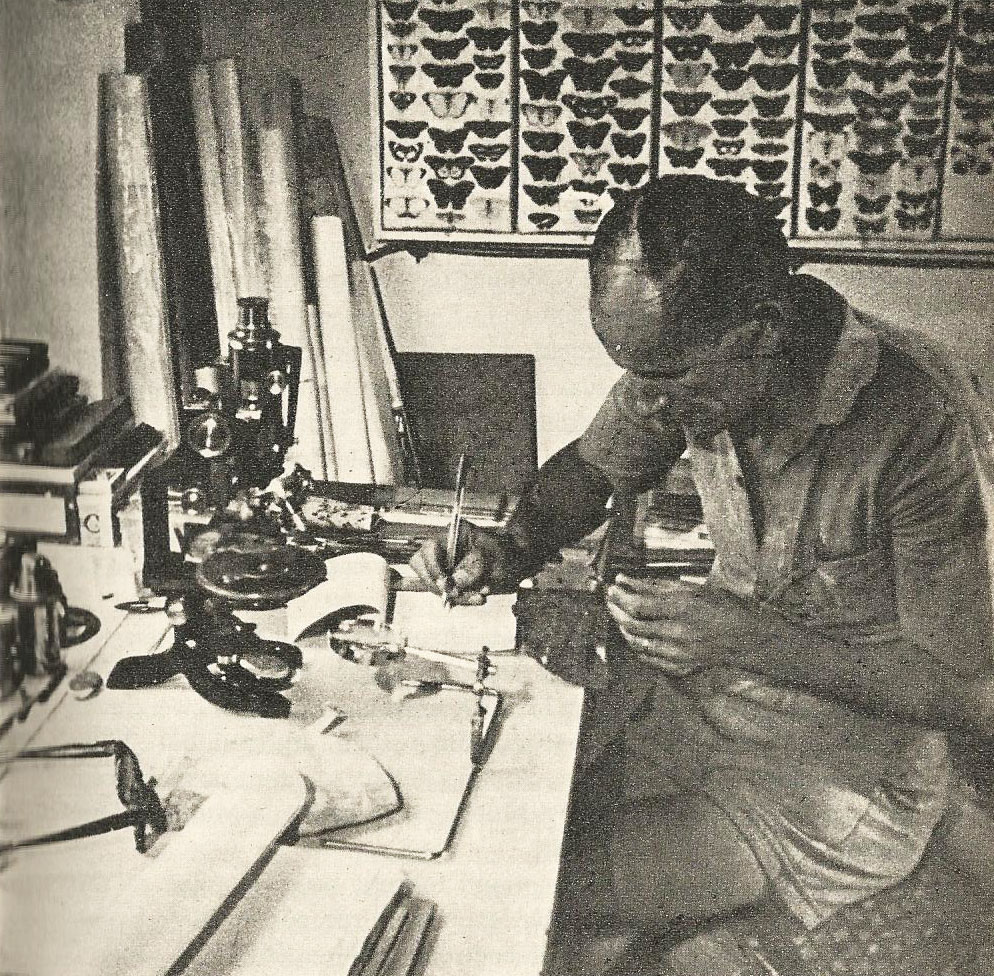
Dr. Ferencz Károly dzsungellaboratóriumában

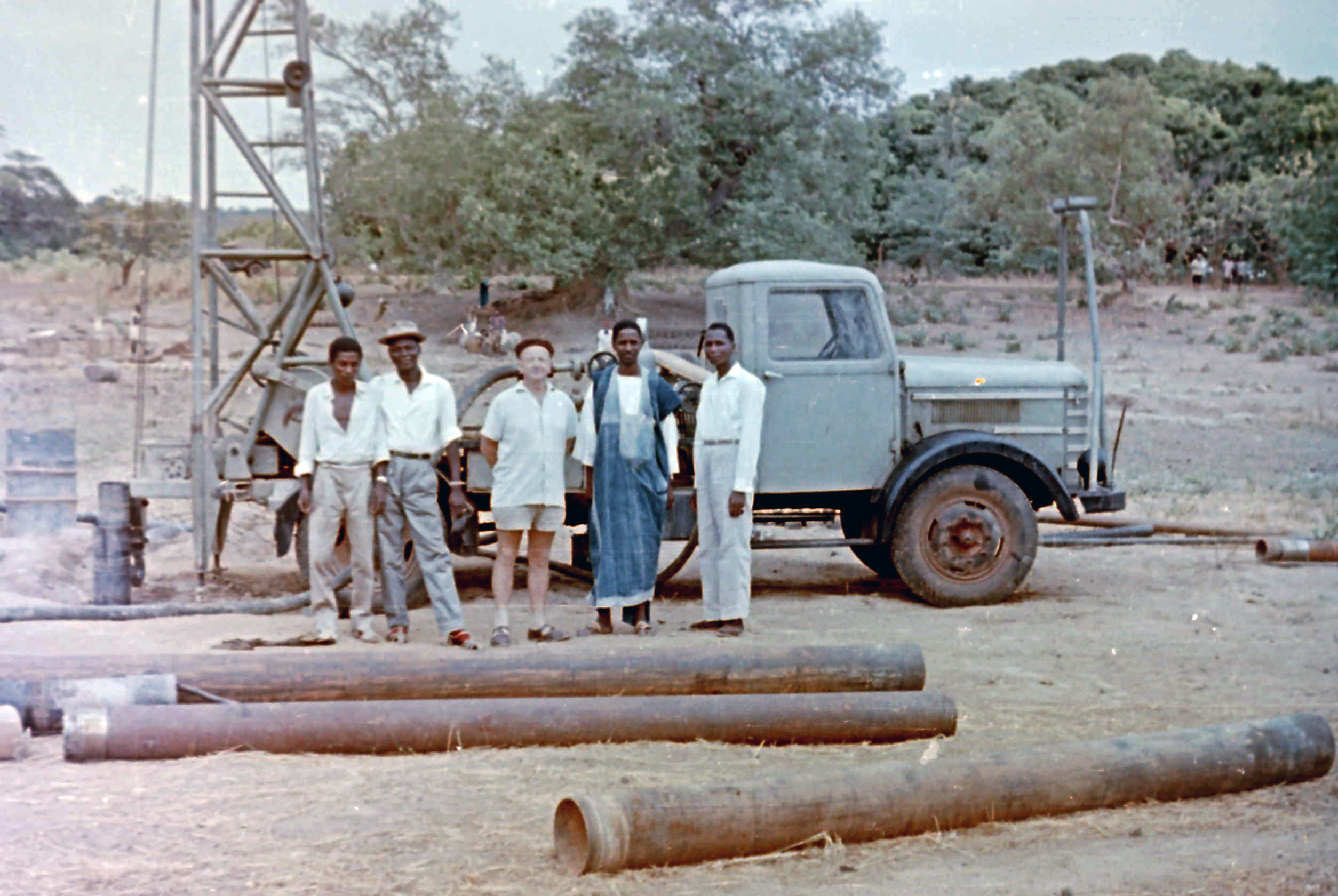
A fúrásokhoz használt Csepel teherautó

Amikor 1961. február 28-án megérkezett Afrikába, a Guineai Geológiai és Bányaügyi Minisztérium alkalmazta, de az ország akkori elmaradottságából adódóan szinte semmilyen, a kutatáshoz szükséges támogatást nem kapott meg. Megérkezése után a munkájához nélkülözhetetlen eszközöket /teodolit, mérőlécek,-szalagok, kompasz, magasságmérő stb./ saját költségén szerezte be. Kint tartózkodása alatt számtalan falu, város, ipari létesítmény vízellátási problémáját oldotta meg. Talajdinamikai szakvéleményeket adott guineai és a Guineában dolgozó külföldi vállalkozásoknak. Jelentős szerepet vállalt a helyi nyersanyagkutatásban és számtalan esetben adott agrogeológiai és talajtani szakvéleményt. A fejlesztésügyi államtitkár felkérésére egy évig tanított heti két alkalommal a Technikai Főiskolán ingyen.
Társadalmi összefogást hozott létre egy 1500 fából álló oltott mangó- és 450 fából álló, ugyancsak oltott narancsfa-ültetvényhez, ami abban az időben kiemelkedő mintaültetvénynek számított. A helyi közösségnek önzetlen missziós munkával nyújtott egészségügyi ellátást. Az 1960-as években ezen a környéken még az aszpirin is hiánycikk volt, így sokszor az őt meglátogató, Magyarországról érkező kollégáit kérte meg, hogy hozzanak magukkal gyógyszereket, amit díjtalanul osztott meg a szegényekkel. Conakry közelében a helyi hatóságok építettek egy modern téglagyárat, amihez a szükséges agyagmennyiséget cseh geológusok tárták fel, de mivel rossz helyen kutattak, az alapanyag 4 év múltán elfogyott és az ott dolgozók munka nélkül maradtak. A helyi kormányzó megkérte dr. Ferencz Károlyt, hogy ha van rá mód és még ha messzebb is, de próbáljon meg új nyersanyag lelőhelyet feltárni. Mivel Ferencz doktor sejtette, hogy az előző szakemberek nem jó helyen keresték az agyagot, egy magyar Csepel fúrógéppel  és munkacsoportjával a gyártól 200 méterre 24 fúrással, több mint száz évre elegendő és jobb minőségű agyagot tárt fel.
Az 1971-es Budapesti Vadászati Világkiállításon önzetlenül segített a guineai pavilon felállításánál.

## Ferencz Boglárka (Neurellipes ferenczi Libert, 2010)
Ugyan a lepkészek körében Dr Ferencz Károly neve nem annyira ismert, de az általa gyűjtött és a hagyatékából származó tárgyi emlékek valóságosan, kézzel foghatóan tanúsítják: ez a magyar geológus nemcsak a föld mélyén rejtőző élettelen, hanem a föld felszínén futkározó és a levegőben repkedő élő kincseket is szenvedélyesen kutatta és gyűjtötte. Utazásai és kiküldetései során számtalan rovart gyűjtött és juttatott el a Magyar Természettudományi Múzeumnak. Rendszeresen ellátogatott az általa feltárt helyekre és nem amatőr módon, hanem a szakavatott gyűjtő alaposságával dolgozott. Coyah-i laboratóriumának kertjében fénycsapdát működtetett, de még a szobájának fényére berepülő rovarokat is megfogta. A Magyar Természettudományi Múzeum lepkegyűjteményének afrikai anyagában jelentős mennyiségű példány származik az ő gyűjtéseiből. Ezeket a múzeumnak ajándékba küldte, több csomagban, éveken keresztül. 
Az egyetlen ismert Ferencz Boglárka (Neurellipes ferenczi Libert, 2010), amit Ferencz Károly gyűjtött még 1964. március 19-én Coyahban, és a Magyar Természettudományi Múzeum őriz. A példányt a hatvanas évek közepén, sok-sok más afrikai lepkével együtt küldte ajándékcsomagban a múzeumnak, és a génusz 2010-ben megjelent revíziójában a francia Michel Libert írta le és nevezte el a gyűjtőről. (forrás: https://lepkeskonyvek.blog.hu/2017/04/12/ferencz_karoly )

## A Böbe expedíció
A Veszprémi Kittenberger Kálmán állatkert híres lakójának, Böbének a kimagaslóan intelligens csimpánznak, szülőhelyén való szabadon engedési kísérleténél is jelen volt. Böbe majom 1963-ban született az afrikai Guineában, anyját orvvadászok lőtték le, s így került egy ott dolgozó magyar mérnökhöz, aki később a Veszprémi Állatkertnek adományozta.
Amikor 1969. december 17-én Kasza László a Veszprémi Állatkert akkori igazgatója, Vecsey Ervin Böbe majom gondozója és Rácz Gábor ismert természetfilmes megérkeztek a guineai Conakryba, dr. Ferencz Károly volt az expedíció helyi vezetője.
Mivel Ferencz doktor akkor már jó ideje kint élt Afrikában, kiválóan ismerte a helyi viszonyokat. Ő volt segítségére a kiérkező magyar különítménynek szinte mindenben. Ő szállásolta el az expedíció tagjait, ő javasolt helyszíneket a forgatáshoz a közeli Kakulima hegy lábánál elterülő erdőkben, ő szerzett „kényelmes” ketrecet Böbének, teherautót a szállításhoz, és az ő kalauzolásával tudott a csapat könnyedén eligazodni Afrika rejtelmes világában. Nagy hasznát vették annak, hogy Ferencz doktor három afrikai- a szuszu, a málinké és a fulbe nyelvet is kiválóan beszélte. Böbe végül is nem a szabadságot választotta, hanem visszatért Veszprémbe, ahol sajnos rá egy évre, 1970. november 10-én májmételyben elpusztult. A történetet később Rácz Gábor is megírta a Sokszor "Tizenkét hónap az erdőn" című útikönyvében.
Rácz Gábor 1994-ben portréfilmet készített róla, melyet a Magyar Televízió is műsorára tűzte. Ez a felvételt jelenleg is elérhető a YouTube videomegosztón. Dr. Ferencz Károly Geológus - portréfilm

## Egy év börtön
Afrikai munkásságának idején 1971. október 6-án a kialakult politikai helyzet miatt börtönbe került. Aznap reggel egy általa jól ismert rendőr kopogtatott az ajtaján, s megkérte, hogy menjen vele, mert a „főnök” hívatja. Mivel a munkáján kívül soha nem avatkozott bele semmilyen őt nem érintő kérdésbe, soha nem nyilvánított véleményt, nem tudta mire vélni a dolgot. Követve a rendőrt lement az udvarra, ahol kocsiba ülve elvitték. Ő útközben jelezte, hogy szeretné, ha a Magyar Nagykövetségre vinnék, amire azt a választ kapta, hogy éppen arrafelé tartanak. Ennek ellenére az útkereszteződésben nem kanyarodtak le, hanem a hírhedt internáló táborba, a Camp Boiróba vitték, ahol egy 3,5 m × 1,8 m-es bádogtetős, ágy nélküli cellába zárták.

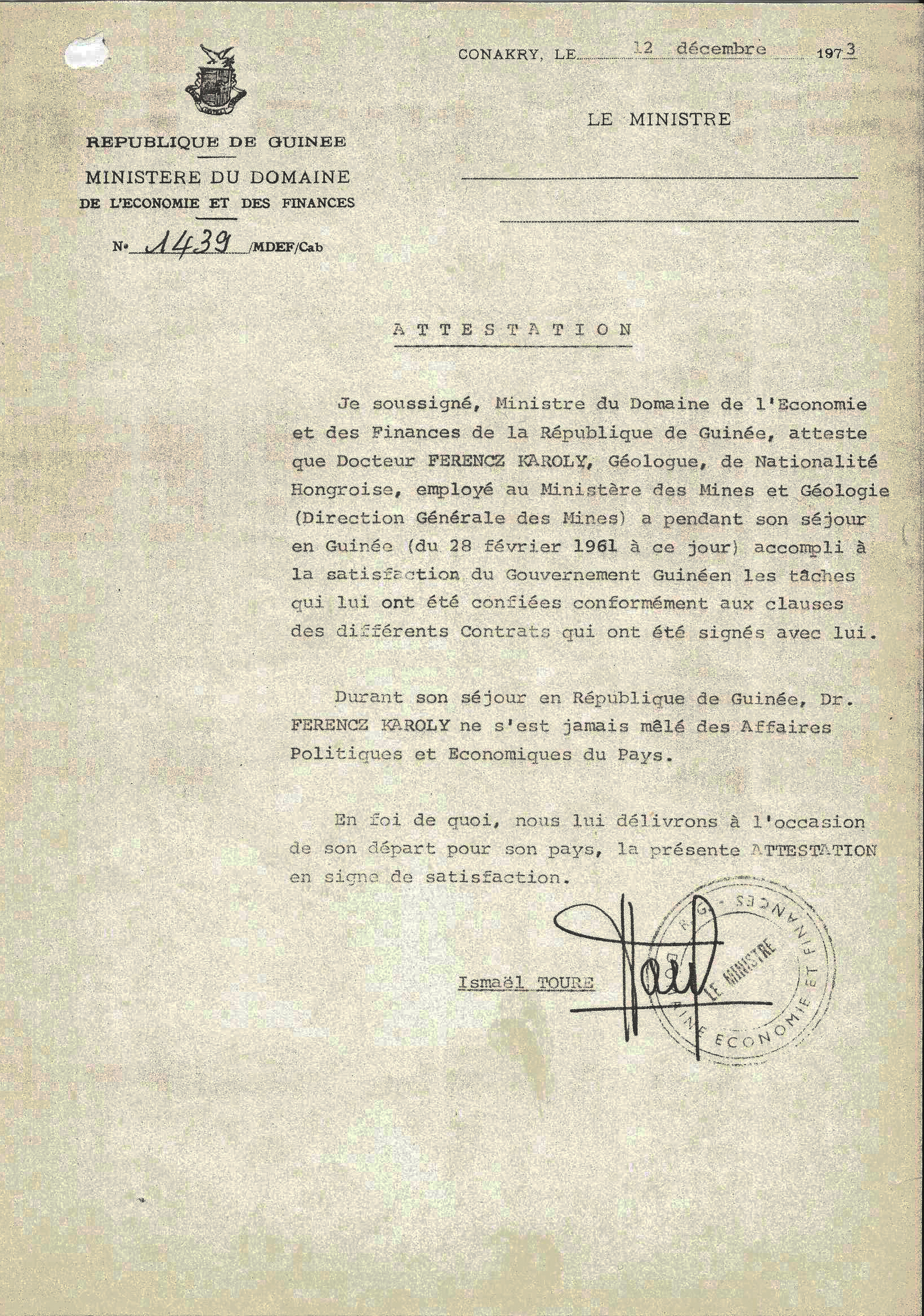
Igazolás Ismael Toure aláírásával a guineai államtól, dr. Ferencz Károly ártatlanságáról

Ennek előzménye az volt, hogy az 1970-es évek végén a Bissau-Guinea területén tartózkodó portugál gyarmati haderő partra szállt Conakryban, hogy megdöntsék az akkori elnök, Sékou Ahmad Touré uralmát. Az államelnök vezetését nem tudták megdönteni, de Touré megtorlásként politikusok, volt miniszterek, az országban tartózkodó külföldi állampolgárok sorát tartóztatta le és vetette börtönbe. Azokat a rabokat, akik nem az előírásoknak megfelelően viselkedtek, kegyetlenül megbüntették: 4–5 ágúra felhasított, vastag plasztikcsővel korbácsolták meg, áramot vezettek bele, vagy gúzsba kötötték több órára úgy, hogy a kezeit hátra, a térdeket a vállakhoz, a heréket pedig a nyakhoz felhúzva kötötték meg, így ha az elítélt megmozdult az kegyetlen fájdalmat okozott.
Ferencz Károly odaérkezésekor a kihallgatást az elnök öccse, Ismael Touré vezette, ami nem állt másból mint, a nevének megkérdezése és értéktárgyainak, ruháinak elvétele. Camp Boiró-ban az volt a szokás, hogy az új rabok 10 napig se enni, se inni nem kaptak, és egy nagy "D" betű /Diet/ volt a cellájuk ajtajára festve. Ferencz doktor, miután 4 napig se enni, se inni nem kapott, megjátszva, hogy az éhhalál szélén van, kijátszotta az őröket, akik félelmükben, hogy a doktor éhen vagy szomjan hal, hoztak neki egy kis teát és száraz kenyeret. Ezt követően már megkapta a napi "nuritur-t" a börtönkosztot. Ferencz Károly először az 51-es cellában, majd onnan pár nap múltán átvitték a 68-as cellába, melynek szomszédságában raboskodott Diallo Telli az Afrikai Egységszervezet korábbi főtitkára, és Kouyate Laminé volt védelmi miniszter. A 8. napon kinyílt az ajtó, és átvezették a szomszédos 67-es cellába, mivel Diallo Tellit átszállították egy másik börtönblokkba, ahol mint később kiderült, a kikényszerített hamis vallomása után a kegyetlen fekete diétával („black diet”: se élelem, se víz) halálra éheztették. Az októberi hónapban villámcsapásszerűen abbahagytak minden kihallgatást, ettől fogva senkit nem vittek el, és új rabok sem érkeztek az erődítménybe. Miután Touré elnök rájött, hogy sok embert elvittek ártatlanul, hogy ezzel is gyengítsék erejét, leállította a komissziót. A későbbiekben, ahogy kint változtak a politikai események, úgy viselkedtek a rabokkal az őrök. Ferencz doktor beszámolója szerint december közepétől érezhetően enyhült a szigor a börtönben. Január 28-án este tízkor több rabot elvittek, közöttük cellatársát, Kouyate Laminét. Az ezt követő pár hónapban több cellatársa is volt, akik beszámolója szerint mind jóravaló, kedves emberek voltak. 1972. május 11-én váratlanul kinyílt a cellaajtó, és minden előzetes bejelentés nélkül elengedték. Elszállították a conakry-i Hotel Camayenbe, ahol a hatóságok fizették ki az ott tartózkodását addig, amíg meg nem érkeztek a Magyar Nagykövetségről. Itthoni utasítás szerint Ferencz doktor május 22-én hétfőn repülőgépre ült és elindult Conakryból Magyarország felé. Hazaérkezése után a Római Parti Vasas üdülő szállodájában helyezték el, ahol azonnal kérte ártatlanságának írásba foglalását.
Arra vonatkozólag, hogy miért és milyen váddal tartóztatták le, soha nem kapott választ, de miután a politikai helyzet rendeződött, szabadon engedése után kapott egy hivatalos elismerést, hogy személyével soha nem sértette meg a guineai törvényeket, kint létét pedig kizárólag a Magyar Állam megbízásából történő, tudományos munkák indokolták.
A guineai Camp Boiróban voltak, akik a könyörtelen bánásmód során a börtönben lelték halálukat, voltak, akikre halál vagy életfogytig tartó börtönbüntetés várt. 1969 és 1976 között, az Amnesty International adatai szerint 4000 embert tartóztattak le, ebből 2900 nyomtalanul eltűnt, de a tábor több éves működése alatt becslések szerint több mint 50 000 ember lelte halálát, többek között a fent említett Diallo Telli és Kouyate Laminé is.
A 15 év alatt mindössze két alkalommal volt szabadságon.

## Fontosabb munkái

### Magyarországi földtani felvételek
- Dr. Szentes Ferenccel közösen, földtani felvételek /olajgeológiai/ Budapest, Gödöllő, Mogyoród, Galgamácsa, Csömör, stb… környékén
- Talkum kutatás és földtani térképezés. Dr. Sebényi Lajossal Vaskeresztes és Felsőcsatár környékén /Vas-hegy/ eredmény: a Talkum megtalálása.
- A dunántúli bazaltok és bazalttufák térképezése, bányatérképek elkészítése, Dr. Jugovics Lajossal. Kovácsi-hegy, Szarvas-hegy, Badacsony-hegy, Gulács-hegy, Kopasz-hegy, Boncos-tető, Kab-hegy, Csobánc-hegy, Hegyesd-hegy, Haláp-hegy, Szent György-hegy, Szigliget-hegy.
- A Láz-hegyi bazaltbánya megnyitásához, felvételek és szakvélemények készítése, Dr. Jugovics Lajossal.
- Bazalt és tufaterületek térképezése a Kisalföldön, Dr. Jugovics Lajossal. Kis-Somlyó, Somló-hegy, Herceg-hegy, Ság-hegy.
- Észak magyarországi bazalt és tufaterületek térképezése, Dr. Jugovics Lajossal. Bagókő-hegy, Medves-hegy, Bárnai Nagykő-hegy, Pécskő-hegy.
- Geológiai felvételek készítése, Dr. Schréter Zoltánnal, Nagyvisnyó környékén. /Bükk-hegység/.
- Önálló olajgeológiai felvételek, a Nagylengyeli olajmező feltárásánál.
- Üveghomok kutatás Devecser és Nyirád térségében.
- A pilis-hegység és a tőle délre elterülő térségben geológiai felvételek és az első geológiai térkép elkészítése a területről, 1:25.000 léptékben.
- Nyugat-Magyarország vízföldtani térképeinek az elkészítése, „Magyarország Hidrogeológiai Atlasza”-hoz.
- Földtani felvétel és térképszerkesztés Dunaalmás és Szőny környékén.
- Geológiai térképek készítése Nyugat-Magyarországon, 1:25.000-es léptékben. /Magyarország 1:300.000-es térkép szerkesztéséhez/.

### Hidrogeológiai munkák
- 946 db kisebb-nagyobb hidrogeológiai írásos szakvélemény készítése, termelőszövetkezetek, állami gazdaságok, falvak-települések, valamint kisebb üzemek, sörgyárak stb… részére az egész ország területén /másolatok a MÁFI irattárában/
- A „Dunai erőmű” tervezéséhez, hidrogeológiai felvételek és geológiai szakvélemény készítése, 300 db fúrás és felszíni felvétel alapján, Dunaalmás és Komárom között. (10. hónapos munka)
- Víztárolók létesítési lehetőségének kivizsgálása az ország összes folyóvíz völgyeiben. A létesítésre alkalmas helyekről, részletes geológiai szakvélemény adása. A nagy része megvalósult. A szakvélemények megjelentek a VITUKI kiadványban. (8. hónapos munka)
- A Debreceni Nagyerdő területén új vízműtelep kijelölésével kapcsolatos tanulmány elkészítése.
- Új vízműtelep kijelölése és az ezzel kapcsolatos tanulmány elkészítése, a Szombathelyi Vízművek részére.
- A csóri és iszkaszentgyörgyi karsztforrások foglalására és Székesfehérvárra való bevezetésére részletes geológiai szakvélemény készítése a Székesfehérvári Vízműveknek.
- Új vízműtelep kijelölése a Nyíregyháza- Sóstói Vízművek részére, részletes szakvélemény készítése.
- Vízműtelep bővítésére, részletes geológiai szakvélemény készítése, a Kaposvári Vízműveknek.
- A bántapusztai karsztforrások foglalása és csövön való bevezetése, a pétfürdői Nitrogénművek vízellátása céljára. Részletes geológiai tanulmány készítése. /36. millió forintos beruházás/
- Új vízműtelep kijelölése a Pécsi Vízművek részére, részletes geológiai szakvélemény készítése.
- Részben a régiek, részben az újonnan épült határőr laktanyák /17 db./ vízellátására, tanulmányok készítése a Magyar Belügyminisztérium részére.
- Új vízműtelep kijelölése, részletes geológiai vizsgálat alapján a Soproni Vízműveknek, Fertőrákos környékén.
- Az árvíz által tönkretett Hévízi-tó részére, először javaslatba hozva a meleg víznek, fúrásokkal való feltárása, majd több fúrással a probléma megoldása, az Alsópáhoki domboldalakon. Részletes szakvélemény elkészítése a fürdőigazgatóság részére.
- A Szekszárdi Vízművek bővítésére részletes geológiai szakvélemény készítése, fúrások kijelölése és bemélyítése.
- A Miskolci Vízművek bővítésére részletes geológiai szakvélemény készítése, terepi felvételek alapján Miskolckapolca környékén.
- Az Ózdi Kohászati Művek vízellátásának rendezése és megjavítása.
- Tatabánya-Újváros vízellátására tanulmány készítése, majd a Turul alatt a Dr. Ferencz Károly által javasolt 300 m hosszú karsztvíz feltáró lejtakna elkészítésének geológiai irányítása.
- A Bábolnai Méntelep vízellátásának rendezése.
- A Tatabányai karszt víz betörésének részletes kivizsgálása a veszélyeztetett területek megjelölése, a 14-es akna víztelenítésére tanulmány készítése.
- Gödöllő város és az Árammérő óragyár vízellátására részletes tanulmány készítése és a javaslat megvalósítása.
- A Piliscsaba-katonai tábor /Béri Balogh Ádám laktanya/ vízellátásának céljára 80 m mély karsztakna kijelölése és az épülési munkálatok geológiai irányítása. cikk: Mélységi vizek
- Az Inotai Erőmű helyének kijelölése és vízellátási lehetőségének kivizsgálása, utána a Dr. Ferencz Károly által javasolt 130 m mély karsztakna épülés alatti geológiai irányítása.
- Várpalota város vízellátására karsztakna kijelölése és építése alatt a geológiai szolgálat ellátása.
- Nagykanizsai Vízművek részére új vízműtelep létesítésére geológiai szakvélemény készítése.
- Salgótarján város vízellátására részletes földtani felvétel és szakvélemény készítése.
- Kőszeg város vízellátására, részletes geológiai vizsgálat és szakvélemény készítése.
- Komló város vízellátására, részletes geológiai szakvélemény készítése.
- Dunaújváros vízellátására geológiai szakvélemény készítése és kivitelezése.
- A Zalaegerszegi Vízmű bővítésére részletes geológiai tanulmány készítése és a kivitelezés irányítása.
- Sárisáp bányatelepülés vízellátására részletes geológiai szakvélemény készítése és a megvalósításnál a geológiai munkák irányítása.
- Ajkai Timföldgyár vízellátására részletes geológiai szakvélemény készítése és a megvalósításnál a geológiai munkák irányítása.
- Fűzfői gyártelep karsztvízzel való ellátására tanulmány készítése és a kivitelezés geológiai irányítása.
- A Peremartoni Lőszergyár vízellátására tanulmány készítése és a kivitelezés geológiai irányítása.
- Beloiannisz /Görög falva/ új település vízellátására tanulmány készítése és a kivitelezés geológiai irányítása.
- A Herendi porcelángyár és a község vízellátására geológiai tanulmány készítése, a feltárt víz gravitációs bevezetésének geológiai irányítása. /Az új vízzel a gyár addigi 60%-os selejtje a minimálisra csökkent./

### Termálkutak, fürdők  szakvéleményezése
- Gyula /Almásy park/város részére termálkút /gyógyfürdő/ létesítésére, geológiai szakvélemény készítése és a kivitelezés geológiai irányítása.
- Hajdúnánás város részére termálkút létesítéséhez, geológiai szakvélemény készítése és a kivitelezés geológiai irányítása.
- Szombathely város részére, termálfürdő létesítéséhez, geológia i tanulmány készítése.
- Sárvár részére, termálfürdő létesítéséhez, geológia i tanulmány készítése, és a kivitelezés geológiai irányítása.
- A Csepeli Vas és Fémművek részére, termálfürdő létesítéséhez, geológia i tanulmány készítése és a fúrás irányítása.
- A Bükk 1-es számú szerkezetkutató furás termál kúttá való kiképzéséhez, geológiai tanulmány készítése.
- Győr város részére, termálfürdő létesítéséhez, geológia i tanulmány készítése.
- A Szegedi Kendergyár részére, termálvíz feltárásához, geológia i tanulmány készítése.
- Harkány fürdőn, új termálvízfúráshoz, geológia szakvélemény készítése.
- Budapest Paszkál malomi termálkút létesítéséhez, geológia szakvélemény készítése.
- Sümeg részére meleg vizű strandfürdő létesítésére, geológia tanulmány készítése, és a kivitelezés geológiai irányítása.

### Egyéb geológiai munkálatok
- A Borsodi Kombinát építkezéséhez, az összes talajmechanikai fúrások lemélyítése és a szakvélemények elkészítése.
- A Bélapátfalvi Cementgyár részére új bányaterület kijelölése.
- A Szalajka- Völgy természetvédelmi területté nyilvánításához javaslat és geológiai szakvélemény készítése.
- A Máyi téglagyár részére, újabb nyersanyagkészletek feltárása.
- A Déli Bakony-hegység fedett és fedetlen eocén korú képződményeiről térképek szerkesztése /36 db 1:25.000-es léptékben/ a rendelkezésre álló, mintegy 5500 db furat alapján. /Készült a mély bauxitkutatás érdekében/
- Gázvezeték lefektetésének nyomvonal térkép szerkesztése, Százhalombatta és Gyékényes között, a rendelkezésre álló és a nyomvonalba eső 64 db 1:25.000-es egységesített földtani térkép átdolgozásával.

### Albániában végzett, geológiai munkálatok
- Shkodër /Szkutari/ és Tirana közötti útszakasztól Ny-ra az adriai tengerpartig elterülő, mintegy 880 km² területű malária veszélyes Thumán-i mocsár lecsapolásához szükséges geológiai felépítés feltárása, több száz kézi fúrással és több száz aknával. A területről 1:10.000-es léptékben részletes földtani térkép és 64 db földtani szelvény szerkesztése és a geológiai szakvélemény elkészítése. /A munka az Albán tervező iroda részére – PROEKTI TIRANA – készült./
- A Kruja (Krujë) melletti M. Karanjes /Karanjes-hegy/-től északra az Ishëm folyóig, majd tőle D-re Tirana-ig elterülő 280 km² terra incognita, Skanderbeg-hegyvonulat 1:25000-es léptékű földtani térképének az elkészítése. A területről ez az első 1:25.000-es léptékű geológiai térkép. Dr. Ferencz Károly a felvételt, miocén, oligocén, eocén, kréta, jura (szerpentin) és triász képződményekben, őserdőkel fedett területen hajtotta végre.
- A felvételek során ismeretessé vált az É-albániai triász képződményekben az olaj jelenléte, a megtalált felszíni szivárgások során. A szerpentin képződmények vizsgálata során, pedig újabb krómérc előfordulások váltak ismeretessé. /A munka az Albán tervező iroda részére -PROEKTI TIRANA- készült./
- Tirana főváros vízellátására szakvélemény készítése a mögötte elterülő 1613 m magas Dajti-hegy, bővizű karsztforrásainak gravitációs úton való bevezetése.
- Egy 24 MW-os erőmű építésére javaslat tétele a Drin folyón, majd a kivitelezéssel és tervezéssel kapcsolatos összes geológiai munkálatok elvégzése és irányítása.

### Mongóliában végzett, geológiai munkálatok
- Mongóliában a Kelet Góbi sivatag területén 1 évig, mint az 1960. évi magyar vízkutató expedíció vezetője[3] és egyben, mint az expedíció geológusa vett részt.
- Öndörhán, Csojbalszán, Baronurt és Sainshand ajmak-ok(megyék) területén lévő szamonok részére, 24 db eredményessé vált mélyfúrású kútnak a kijelölése és a munkálatok irányítása. A sikeres munkálatokért, Zsagvaral mezőgazdasági miniszter az expedíció minden tagjának díszoklevelet ajándékozott az expedíció pedig Jumzsagijn Cedenbal államelnök aláírásával ellátva a „Mongol Népköztársaság Kormányának” díszoklevelét kapta meg.

### Nagyobb terjedelmű geológiai munkálatok, Guinea állam területén

#### Nyersanyagkutatás
- Egy addig nem ismeretes 35 km² területet kitevő pegmatit mező megtalálása és feltárása. Az egész területről 1:10.000-es léptékű részletes földtani térkép elkészítése, 840 db kisebb-nagyobb pegmatit telér feltüntetésével. A telérekben ipari kitermelésre is alkalmas berill, ritkaföldek, turmalin, muszkovit csillám és földpát fordul elő.
- Polírozásra alkalmas kőzetek /diabáz, bronzit, dolerit/ felkutatása, Kakoulima, Kouriya és Doumbouya környékén. A feltárt készlet, több száz évre elegendő nyersanyagot tartalmaz.
- Díszítőkő /norit-gabbró/ megkutatása, Manéah, Kakoulima és Kinida környékén. A megkutatott készletek több száz évre elegendő nyersanyagot tartalmaznak.
- A Kínaiak által épített téglagyár részére, anyag megkutatás Kankan-ban a Miló folyó partján.
- A Jugoszlávok által épített téglagyár részére, anyag megkutatás Kobaya környékén.
- A Koreaiak által épített Matoto-i porcelángyár részére, kaolin megkutatása Safekhouré és Falekouyé környékén. 170.000 tonna készlet feltárása.
- Több ezer tonna kaolin megkutatása Benty, Forecariah, Katougouma, Boké és Pita környékén.
- Üveghomok kutatás Kouriya, Boffa, Pita és Wonkifong környékén. Nagy kiterjedésű előfordulások.
- A Labe-ba tervezett téglagyár részére nyersanyag felkutatása, Benty és Timbi/Pita/ környékén.
- A tervezett Guineai cementgyár részére mészkő felkutatása, Boké /Katougouma, Kamsar/ Kindia és Siguiri környékén. Kindia-ban és Siguiri-ban eredményes mészkő feltárás. /érdekesség, hogy több külföldi szakember, szaklapokban nyilatkozta, hogy Guineában nincs mészkő/
- Rézérc kutatása a Kakoulima-hegyen. Indikációk találva.
- Rézérc kutatása a Boké környékén. Indikációk találva.
- Rézérc kutatása a Siguiri környékén. Indikációk találva.
- Radioaktív kőzetek és tóriumos torlatok eredményes felkutatása, minit egy 150 km-es szakaszon a Yomou és Nzérékoré környékén.
- Gyémánt, rubin és korundos torlatok eredményes megkutatása, Nzérékoré környékén.
- Só testek és petróleum kutatásához előzetes geológiai és szerkezetkutatási vizsgálat, majd szakvélemény elkészítése, Foulamory, Saréboido, Overendou, Koundara, Youkounkoun és Diamandou környékén.

#### Hidrogeológiai munkák
- A Mamou-i konzervgyár vízellátására, vízmű létesítéséhez, fúrásos kutak szakvéleményezése, kijelölése és a fúrási munkák geológiai irányítása.
- Dinguiraye megyeszékhely vízellátására kútfúráshoz, szakvélemény készítése, majd a Kebal-i patak, szűrt vízének a bevezetésére, geológiai szakvélemény elkészítése és a geológiai munkák irányítása.
- Kissidougou megyeszékhely vízellátására, tanulmány készítése és a vízműtelep kútjainak a kitűzése.
- Siguiri megyeszékhely vízellátására, mély furatú kutak létesítése és a vízműtelep megépítésének geológiai irányítása.
- Guéckédougou megyeszékhely vízellátására, mély furatú kutak kitűzése és a munkálatok geológiai irányítása.
- Beyla, Koundara, Youkounkoun, Nzérékoré, Popodara, Tougué, Faranah és Forecariah megyeszékhelyek vízellátására, geológiai helyszíni vizsgálatok alapján, szakvélemények készítése.
- A Macenta-i teaültetvény és feldolgozó üzem vízellátására, mély furatú kutak szakvéleményezése és a geológiai munkálatok irányítása. /A munka a Kínaiaknak készült/
- A Nzérékoré-i fűrészüzem vízellátására, geológiai szakvélemény készítése, kutak kijelölése a munkálatok irányítása. /A munka a Szovjeteknek készült/
- A Île de Kassa szigeti /Atlanti óceán/ olajütőgyár és a település vízellátására, mély furatú kutak létesítése, a munkálatok irányítása.
- A  Île Tamara szigeti /Atlanti óceán/ bauxit kitermelő üzem és a település vízellátására, mély furatú kutak létesítése, a munkálatok geológiai irányítása. /A munka a kanadai „Harvey” Alumínium Trösztnek készült./
- A Dabola-i olajütőgyár számára, mély furatú kutak létesítése, a munkálatok geológiai irányítása. /A munka a Jugoszlávoknak készült/
- Galo-kadé /Foulamory/ környékén, termálvíz hasznosítására, geológiai szakvélemény készítése és az ehhez szükséges helyszíni vizsgálatok elvégzése.

#### Völgyzárógátak és vízerőművekkel kapcsolatos munkák
- Völgyelzárással kapcsolatos hidrogeológiai, talajmechanikai vizsgálatok, fúrások és tanulmányok készítése, Baneah és Kale között. /A munka a Jugoszlávoknak készült/
- Völgyzárógát építésére hidrogeológiai és talajmechanikai vizsgálatok, fúrások és tanulmányok készítése Popodara mellett.
- Völgyzárógát építésére hidrogeológiai és talajmechanikai előzetes szakvélemények készítése, Kankan, Macenta, Guéckédougou, Dabola és Gaoual megyeszékhelyeken.

#### Talajdinamikai munkák
- A Conakry-ban épülő Néppalota /Országház/ alapozási fúrásainak elkészítése az anyag dinamikai kiértékelése és 10 db földalatti szelvény készítése. /A munka a Kínaiaknak készült/
- Conakry, Kamerun kerületében a Szovjet építkezésekhez, 32 db alapozási fúrás lemélyítése, kiértékelése. 48 db földtani szelvény készítése. /A munka a Szovjeteknek készült/
- Conakry tengeri kikötőjében alumínium siló létesítéséhez 18 db alapozási fúrás lemélyítése, kivitelezése, kiértékelése és 24 db földtani szelvény megszerkesztése. /A munka a franciák Fria-i Alumínium üzemének készült/
- Petróleumfinomító üzem építéséhez talajdinamikai fúrások lemélyítése, kiértékelése és geológiai szelvények készítése a Conakry-i kikötő területén. /A munka az Amerikaiaknak készült/
- Conakry Donka kerületében útépítés és felüljárók építéséhez, talajmechanikai fúrások létesítése, kiértékelése és földtani szelvények készítése. /A munka a Hollandoknak készült/
- A Conakry-i gyufa és cigarettagyár építkezéséhez, talajmechanikai fúrások létesítése, kiértékelése és geológiai szakvélemény készítése. /A munka a Kínaiaknak készült/
- A Conakry-Sanoyah-i területen létesítendő szövőgyár alapozási munkálataihoz, fúrások létesítése, kiértékelése és földtani szelvények készítése. /A munka az Angoloknak készült/
- A Conakryban épülő, mozi emlékmű, stb… részére, talajmechanikai fúrások létesítése, kiértékelése, geológiai szelvények készítése. /A munka a Kínaiaknak készült/
- Magasfeszültségű távvezeték kijelölése és a légvezetéktartókhoz, talajmechanikai szakvélemény készítése Conakry-Baneah és Labé-Kalledu között, kb. 160 km-es szakaszon.
- Talajmechanikai fúrások és geológiai szelvények készítése, a létesítendő Conakry-i rádióállomás részére.
- Talajmechanikai fúrások és geológiai szelvények készítése, a létesítendő Conakry-i Aeroport részére.

#### Térképezési munkák
- Coyah környékének 1:10.000-es léptékű földtani térképezése 35 km², erősen hegyes, őserdős vidéken.
- Dinguiraye környékének 1:50.000-es léptékű földtani térképezése 10 km²,szavannás területen.
- Siguiri környékének 1:50.000-es léptékű földtani térképezése 10 km²,szavannás területen.
- Kindia /:a nagy vízesés:/ környékének 1:50.000-es léptékű földtani térképezése 124 km² területen, részben szavannás, részben hegyes őserdős területen a Fouta-Djallon hegységben.
- Nzérékoré környékének 1:10.000-es léptékű földtani térképezése 8 km²őserdővel borított hegyes vidéken.
- Popodra környékének 1:10.000-es léptékű földtani térképezése 6 km² szavannás területen, a Fouta-Djallon hegységben.

## Publikációk, riportok
- Tanulmányok Pápa város történetéből - A kezdetektől 1970-ig Pápa, 1994 /Pápa és tágabb környékének földtörténeti és földrajzi ismertetése/
- Szombathely regionális szerepe, kulturális helyzete (Válaszok a Vasi Szemle körkérdésére) Szombathely, 1997
- Bokor László - Fehéri Tamás Kamerával a világ körül. Magvető, Bp., 1969 /Lángol a dzsungel/
- A Pilishegy és a tőle D-re eső terület földtani viszonyai (Conditions géologiques du Mont Pilis et du territorie situé au s de celuci-ci; orosz kivonat) – A Magyar Állami Földtani Intézet Évi Jelentése az 1943. évről. Befejező rész – Nehézipari Könyv- és Folyóiratkiadó Vállalat, Budapest, 7-38. o. /1953/
- Ferencz Károly (1978): Krenner József (angol kivonattal) – Földtani Tudománytörténeti Évkönyv 1977 (6): 57-71.
- Ferencz Károly (1998): Beaudant, a király geológusa. Bazaltjaink – francia szemmel.- Élet és Tudomány, 1998(43): 1359-1362.
- Ferencz Károly (1973): Nyersanyagkutatás a Guineai Köztársaságban (1961. február 28-tól 1973. december 24-ig).- Gépírat a MÁFI Tudománytörténeti Gyűjteményében, 12 o.
- Ferencz Károly (1977): Kimutatás Dr. Ferencz Károly geológus tudományos főmunkatárs gyakorlati tudományos munkásságáról, 1976. december 31-ig – Gépírat a MÁFI Tudománytörténeti Gyűjteményében, 13 o.

## Emlékezete
Dr Ferencz Károly nagyon szerette volna, ha életében elkészül az általa megálmodott múzeum a Balatoni Ábrahámhegyen, de ez sajnos végül nem valósult meg. Hagyatékának egy része a különböző magyarországi múzeumokhoz került az Ő és családja felajánlásával, néprajzi és állattani gyűjteményét pedig egy külön az Ő nevét viselő tárlat keretein belül tekinthetik meg az érdeklődők a csempeszkopácsi Pungor Zoltán Múzeumban. 
- Csempeszkopácson a Pungor Zoltán Múzeumban állandó kiállításon tekinthető meg Dr. Ferencz Károly természettudományi gyűjteménye.[4]
- Rácz Gábor Sokszor "Tizenkét hónap az erdőn" című útikönyvében több fejezetben is ír Dr. Ferencz Károlyról és munkásságáról.
- Budapesten az ötödik kerületben a Sas u. 9.-es ház falán elhelyezett emléktábla őrzi emlékét.